# Сенная (река, впадает в Соколозеро)
Сенная — река в России, протекает по территории Кестеньгского сельского поселения Лоухского района Республики Карелии. Длина реки — 12 км.
Река берёт начало из ламбины без названия и далее течёт преимущественно в северо-восточном направлении по скалистой.
Река в общей сложности имеет три малых притока суммарной длиной 6,4 км.
Впадает на высоте 72,0 м над уровнем моря в Соколозеро, через которое протекает река Ковда, впадающая, в свою очередь, в Белое море.
Населённые пункты на реке отсутствуют.
Код объекта в государственном водном реестре — 02020000512102000000764.